# Seja Você Mesmo (Mas Não Seja Sempre o Mesmo)
Seja Você Mesmo (Mas Não Seja Sempre o Mesmo) é o quinto álbum de estúdio do rapper brasileiro Gabriel, o Pensador, lançado em 2001 pela gravadora Sony Music. Para o disco produzido por Itaal Shur, Liminha e Chico Neves, o cantor queria fazer algo mais reflexivo comparado ao que havia feito anteriormente. Ele queria ajudar as pessoas a pensarem em suas realidades e instigá-los ao desejo de mudança.
Diferente de seus antecessores, o disco usa guitarras, por sugestão do produtor Itaal Shur, o que foi notado e elogiado pela maioria dos críticos, que qualificaram esse como o "mais pesado" de seus álbuns. No entanto, a produção também contou com ritmos mais parecidos com os de seus trabalhos anteriores. A canção "Tem Alguém Aí?" teve a participação de Digão, guitarrista dos Raimundos, enquanto Lenine cantou ao lado de Gabriel em "Brasa". 
O disco tem uma concepção interessante em sua capa: na frente se vê uma foto de Gabriel ainda criança, encostado na janela de casa, na contracapa ele já adulto exatamente no mesmo local.

## Antecedentes e produção
Com seu disco anterior, Nádegas a Declarar, que foi certificado pela ABPD com um disco de ouro, Gabriel havia chegado ao posto de "preferência nacional". No entanto, nessa época, ele estava "realmente obcecado" em instigar as pessoas a "pensarem, protestarem e quererem mudar isso que está aí"; querendo "dizer as coisas com mais força", encontrou na música essa possibilidade. O cantor afirmou que sempre imaginava que uma hora todos chegariam no limite do que poderiam suportar e que uma hora tudo mudaria, porém ele percebia que, ao invés disso, as coisas pioravam. Ele conclui dizendo: "Mas acho que desta vez está demais. Não dá para continuar." Ele criticou essa situação em "Até Quando?", música na qual diz "espetar" o ouvinte, pois, segundo ele, "os escândalos e as tragédias não provocam mais nenhuma comoção". O uso de guitarras foi uma sugestão dada pelo produtor do CD, Itaal Shur, no entanto Gabriel disse que Seja Você Mesmo (Mas Não Seja Sempre o Mesmo) "não é um CD só de rock, são algumas músicas".

## Estilo e temas
O disco se diferenciou dos anteriores por seu "som mais pesado" e uso de guitarras, que acontece em "Se Liga Aí", "Pega Ladrão!" e "Até Quando?", enquanto que "É Pra Rir Ou Pra Chorar?", "Sem Parar" e "Mário" se mantém com a sonoridade de seus discos anteriores. Além do rock, o disco contou com peso de instrumentos de samba em "Até Quando?", funk em "Sem Parar" e swing em "É pra Rir ou pra Chorar?".
Paulo Vasconcellos, do CliqueMusic, descreveu o álbum como um "disco temático contra a corrupção, a violência policial, a injustiça e o conformismo da população." Já Mauro Ferreira, crítico carioca, disse que o CD "pode ser encarado como um tratado politizado sobre o exercício benéfico da cidadania" e que nele o cantor crítica a desigualdade, "radiografa[ndo] em seu discurso as fraturas expostas de uma sociedade injusta".
A canção que abre o disco, "Se Liga Aí", "é praticamente uma carta de princípios pelas liberdades" e contém "riff bem rock n roll e vocais nervosos de Gabriel"; ela é seguida de "Até Quando?", cuja letra crítica o conformismo da sociedade brasileira. "Ãh" trata de forma não explicíta a questão da alienação, enquanto "Pega Ladrão!" critica a política brasileira. "Tem Alguém Aí?", com a participação de Digão, aborda a dependência as drogas, com foco nos motivos que levam os jovens a se tornarem usuários; nessa música o artista contou com o auxílio do psiquiatra Merinho Pereira.
O cantor utiliza "cinismo debochado" em "É pra Rir ou pra Chorar?"; já "Sem Parar" "tem a ver com superação, seguir em frente." Em "Mário", o cantor defende a "politização do cidadão", como o personagem da música que "deixou de ser otário" e passou a lutar por seus direitos e a enfrentar os poderosos como um representante do povo. A canção "Brasa" trata da relação do brasileiro que vive no exterior com o país, de duas formas: de quem vê o Brasil de fora e sente saudade e de quem volta e fica com vergonha de tudo de ruim que percebe na realidade nacional. O artista muda de foco em "Sei Lá", onde canta sobre seus desamores.

## Recepção
| Críticas profissionais | Críticas profissionais |
| Avaliações da crítica  | Avaliações da crítica  |
| Fonte                  | Avaliação              |
| ---------------------- | ---------------------- |
| CliqueMusic            | [ 7 ]                  |
| IstoÉ Gente            | (Positiva)             |
| Whiplash.net           | (Positiva)             |

O álbum, que havia vendido 100 mil cópias em setembro de 2001, foi bem recebido pela crítica. Os críticos em geral avaliaram esse álbum como "mais rock" que seus anteriores, elogiando a participação do produtor Ital Shur. A crítica da revista IstoÉ Gente, Cassia Dian, disse que a mudança foi positiva, por Gabriel ser não ser tão integrado ao hip hop. Ela escolheu "Se Liga Aí" e "Até Quando?" como as melhores canções da obra e, escrevendo pouco depois do lançamento do disco, classificou o álbum como o melhor da carreira do artista.
Mauro Ferreira afirmou que Shur foi "um plus e tanto no som do Pensador" e que em "Se Liga Aí" as "guitarras dão um tempero-extra à música, de refrão pegajoso". Ferreira disse que Gabriel "toca na ferida" em "Tem Alguém Aí?"; elogiou "É pra Rir ou pra Chorar?" dizendo que ela é "uma das músicas mais suingantes do CD" e o refrão desta tanto quanto de "Masturbação Mental" que ele qualifica como "quase hipnotizante".
O escritor Affonso Romano de Sant'Anna comparou Gabriel com os repentistas, dizendo que já no título do disco o cantor demonstra tais características, "pois à frase 'seja você mesmo' segue-se 'mas não seja sempre o mesmo', aparentemente contradizendo, mas duplicando a mensagem."
Escrevendo para o Whiplash.net, Rodrigo Simas disse que só o nome "já valeria comprar esse disco" e elogiou a mudança de comportamento do cantor. Simas comentou que o disco se diferencia dos anteriores, pois "são pouquíssimas músicas com barulhos eletrônicos e texturas pop/dance bastante presentes nos seus outros CDs." Ele elogiou a maioria das músicas, dizendo que são "composições bastante interessantes, tanto no instrumental, como logicamente nas letras". Simas destacou "Até Quando?", que ele qualifica como "sensacional"; e "Ãh" que "é uma música bem fraquinha, mas sua letra é engraçada e seu final é uma lição a ser entendida." Ele ainda elogiou "Pega Ladrão" e "Tem Alguém Aí".
Em um crítica não tão favorável quanto as outras, Marco Antonio Barbosa do CliqueMusic disse que o "radicalismo, claro, que ficam restritos (aparentemente) às letras." Ele elogiou as críticas sociais feitas, mas disse que "falta humor, ou quando o há, é sem graça" e qualificou os trocadilhos de "Mário" e "Se Liga Aí" como "tristes". Ele elogiou a música "Brasa" dizendo que nela "há emoção verdadeira". Ele finalizou dizendo que é "um álbum que dá aos fãs de Gabriel quase tudo o que eles esperam", mas que "faltaram algumas risadas e mais indignação - sonora, e não verbal."

## Faixas

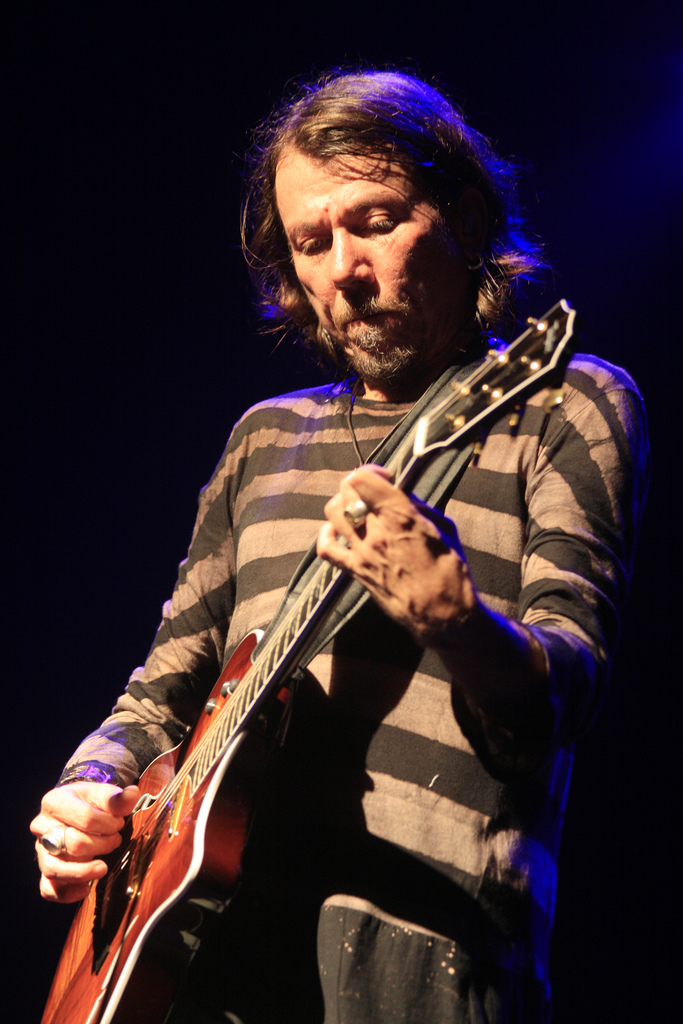
Lenine participou do álbum na canção "Brasa".

| N.º            | Título                       | Compositor(es)                                         | Duração |  |
| 1.             | "Se Liga Aí"                 | Gabriel o Pensador, Liminha, Ana Lima                  | 3:51    |  |
| 2.             | "Até Quando?"                | Gabriel o Pensador, Tiago Mocotó, Itaal Shur           | 4:21    |  |
| 3.             | "Ãh"                         | Gabriel o Pensador, Itaal Shur                         | 4:19    |  |
| 4.             | "Pega Ladrão!"               | Gabriel o Pensador, Tiago Mocotó, Ana Lima, Itaal Shur | 4:11    |  |
| 5.             | "Tem Alguém Aí? (com Digão)" | Gabriel o Pensador, Merinho Pereira, Digão, Baca       | 4:43    |  |
| 6.             | "Masturbação Mental"         | Gabriel o Pensador, Itaal Shur                         | 4:34    |  |
| 7.             | "É pra Rir ou pra Chorar?"   | Gabriel o Pensador, Liminha                            | 4:49    |  |
| 8.             | "Sem Parar"                  | Gabriel o Pensador, Itaal Shur                         | 4:35    |  |
| 9.             | "Mário"                      | Gabriel o Pensador, Itaal Shur                         | 4:27    |  |
| 10.            | "Brasa (com Lenine)"         | Gabriel o Pensador, Lenine                             | 7:06    |  |
| 11.            | "Sei Lá"                     | Gabriel o Pensador, Itaal Shur, Jonathan Maron         | 5:54    |  |
| Duração total: | Duração total:               | Duração total:                                         | 52:50   |  |

## Equipe técnica
A seguir estão listados os músicos e técnicos envolvidos na gravação e produção de Seja Você Mesmo (Mas Não Seja Sempre o Mesmo).
| Banda - Liminha – baixo sintetizador, guitarra, teclado, talk box - Gustavo Corsi – guitarra - Chocolate – bateria - DJ Nuts – scratches - Itaal Shur – teclado - Gelsinho Moraes – bateria - Ciro Cruz – baixo - Marçal – percussão - Jorge Guerreiro – vocal - Ana Lima – vocal - Tiago "Mocotó" – vocal - DJ Cléston – vocal, scratches - Augusto Ferreira – vocal - Tiago Baltar – vocal - Bacalhau – bateria - Álvaro – talk box - Mark Anthony Jones – guitarra - Cidália Castro – vocal - Domênico Lancelotti – bateria, surdão e MPC real time - Marcelo Lobato – teclado - Pedro Sá – guitarra - Felipe Abreu – direção de vocal Produção - Itaal Shur – produtor - Liminha – produtor, A&R, engenheiro de gravação, mixador - Chico Neves – produtor, mixador | - Ronaldo Viana – A&R - Hiro Sanada – engenheiro de gravação, mixador - Vitor Farias – engenheiro de gravação, mixador - Lc Varella – engenheiro de gravação, mixador - Jorge Guerreiro – engenheiro de gravação - Julius Cesar – engenheiro de gravação - Pedro Burckauser – engenheiro de gravação - Eber Marcos – engenheiro de gravação - Christian Hernandez – engenheiro de gravação - Enrico Di Paoli – engenheiro de gravação - Fernando Rebelo – assistente de gravação - Augusto Ferreira – assistente de gravação - Pop – assistente de gravação - Marcito – assistente de gravação - Álvaro Alencar – mixador - Memê – mixador - Ricardo Garcia – masterizador - Bruno Batista – coordenador de produção Capa - Victor Hugo Cecatto – projeto gráfico, tratamento de imagens - Gabriel o Pensador – concepção - Guto Costa – fotografia - Neilson Leal – assistente de fotografia Rótulo - Simone Rodrigues – fotografia - Cristina Veneu – assistente de fotografia - Fernando Dias – assistente de fotografia |